# Tortefontaine
Tortefontaine – miejscowość i gmina we Francji, w regionie Hauts-de-France, w departamencie Pas-de-Calais.
Według danych na rok 1990 gminę zamieszkiwało 216 osób, a gęstość zaludnienia wynosiła 18 osób/km² (wśród 1549 gmin regionu Nord-Pas-de-Calais Tortefontaine plasuje się na 1000. miejscu pod względem liczby ludności, natomiast pod względem powierzchni na miejscu 222.).